# Grand Est Open 88 2023
Il Grand Est Open 88 2023 è stato un torneo di tennis giocato sul terra rossa. È stata la 16ª edizione del torneo, facente parte della categoria WTA 125 nell'ambito del WTA Challenger Tour 2023. Si è giocato al Valencia Tennis Club di Contrexéville in Francia dal 10 al 16 luglio 2023.

## Partecipanti al singolare

### Teste di serie
| Nazionalità | Giocatrice               | Ranking* | Testa di serie |
| ----------- | ------------------------ | -------- | -------------- |
| Germania    | Tatjana Maria            | 62       | 1              |
| Spagna      | Cristina Bucșa           | 78       | 2              |
| Italia      | Sara Errani              | 79       | 3              |
| Paesi Bassi | Arantxa Rus              | 86       | 4              |
| Germania    | Anna-Lena Friedsam       | 87       | 5              |
| Francia     | Diane Parry              | 96       | 6              |
| Francia     | Clara Burel              | 104      | 7              |
|             | Anastasija Pavljučenkova | 119      | 8              |

* Ranking al 3 luglio 2023.

### Altre partecipanti
Le seguenti giocatrici hanno ricevuto una wildcard per il tabellone principale:
- Tessah Andrianjafitrimo
- Fiona Ferro
- Amandine Hesse
- Margaux Rouvroy

Le seguenti giocatrici sono passate dalle qualificazioni:
- Dalila Jakupović
- Elvina Kalieva
- Tereza Martincová
- Anastasija Tichonova

La seguente giocatrice è stata ripescata in tabellone come lucky loser:
- Rosa Vicens Mas

### Ritiri
Prima del torneo
- Mirra Andreeva → sostituita da  Elsa Jacquemot
- Dalma Gálfi → sostituita da  Rosa Vicens Mas
- Danka Kovinić → sostituita da  Despoina Papamichaīl
- Jule Niemeier → sostituita da  Irina Bara
- Jessika Ponchet → sostituita da  Kristina Mladenovic
- Lucrezia Stefanini → sostituita da  Marija Timofeeva

## Partecipanti al doppio

### Teste di serie
| Nazione | Giocatrice        | Nazione     | Giocatrice         | Ranking* | Testa di serie |
| ------- | ----------------- | ----------- | ------------------ | -------- | -------------- |
|         | Aleksandra Panova | Paesi Bassi | Bibiane Schoofs    | 163      | 1              |
| Spagna  | Cristina Bucșa    |             | Alëna Fomina-Klotz | 198      | 2              |

* Ranking al 3 luglio 2023. 

## Campionesse

### Singolare
Arantxa Rus ha sconfitto in finale  Anastasija Pavljučenkova con il punteggio di 6-3, 6-3.

### Doppio
Cristina Bucșa /  Alëna Fomina-Klotz hanno sconfitto in finale  Amina Anšba /  Anastasia Dețiuc con il punteggio di 4-6, 6-3, [10-7].